# Sümeyye Erdoğan
Sümeyye Erdoğan Bayraktar, née le 22 août 1985, est une femme d'affaires et militante turque. Elle est la fille de Recep Tayyip Erdoğan. En 2013, elle est l'une des principales conseillères de son père, qui est alors Premier ministre.

## Biographie

### Jeunesse et éducation
Elle est la fille de Recep Tayyip Erdoğan et de Emine Erdoğan. Elle a trois frères et sœurs : Ahmet Burak, Necmettin Bilal et Esra.
Elle est diplômée du lycée Araklı İmam Hatip à Trabzon. N'ayant pas obtenu la note souhaitée aux examens d'entrée à l'université en 2002, elle poursuit ses études aux États-Unis. Grâce à une bourse d'un homme d'affaires, elle obtient un Bachelor en sociologie et politique de l'université de l'Indiana à Bloomington. Après avoir terminé ses études en 2005, elle obtient sa maîtrise en économie à la London School of Economics.

### Carrière
En 2010, elle devient associée chez Doruk Izgara Food Trade Limited Company,. Son frère Bilal Erdoğan serait parmi les partenaires de l'entreprise,,.

### Politique

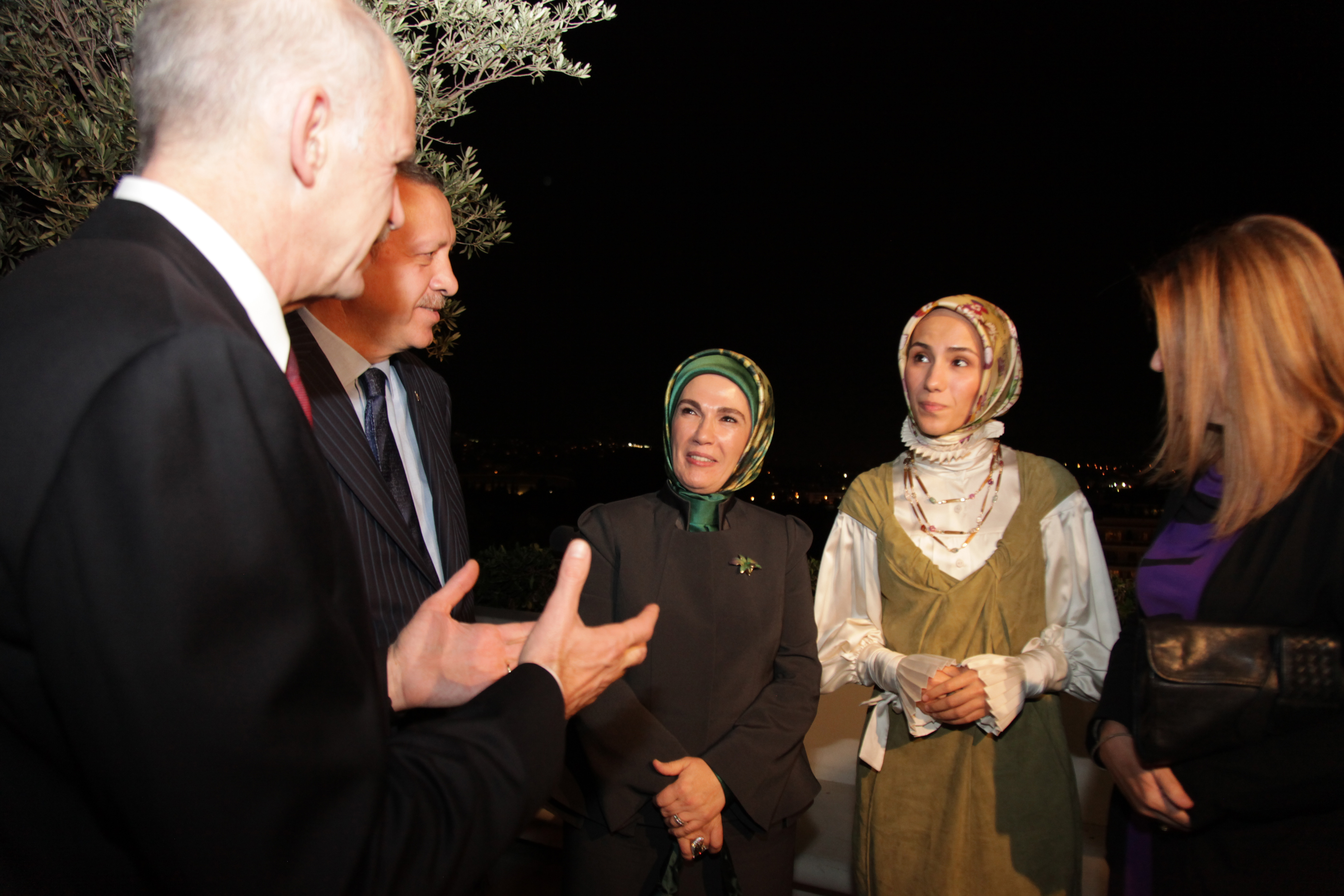
Sümeyye Erdoğan (deuxième à droite) avec ses parents lors d'une visite en Grèce en octobre 2010.

En 2010, elle commence à travailler comme consultante au sein du Parti de la justice et du développement (AKP), elle est chargée de suivre les relations étrangères et les réflexions sur la presse mondiale. En raison de cette position, elle participe à de nombreux voyages internationaux,. Elle est conseillère auprès de son père pendant quatre ans, rôle qu'elle décide de quitter en octobre 2014. Lors des manifestations du parc Gezi en 2013, elle participe à des réunions entre le gouvernement et divers artistes. Sa participation aux réunions est remise en question.
En 2023, la fondation Femme et démocratie (Kadem Vakfi), qu'elle préside, critique l'interdiction de l'abaya dans les établissements français.

### Vie personnelle
En mars 2016, elle se fiance à Selçuk Bayraktar, et l'épouse le 14 mai 2016. Le couple a un enfant.

## Controverses
Il est affirmé qu'un site Web qui a publié des photographies pendant son séjour aux États-Unis a été fermé. Un responsable anonyme de la société Hugehost déclare qu'après un appel téléphonique d'Ankara, l'entreprise a été dérangée et ne pouvait plus fournir le service.
Sümeyye Bayraktar, qui fait partie du public de Genç Osman au théâtre d'État d'Ankara, quitte la salle pendant la pièce en déclarant que les mouvements effectués conformément au scénario visent à l'insulter,. À la suite de l'enquête, il est conclu que les acteurs n'ont eu aucun comportement négatif et le scénario habituel s'est déroulé sur scène.
Dans la période qui suit le scandale de corruption du 17 décembre 2013, des enregistrements vocaux de Sümeyye Bayraktar, qui fixe l'ordre du jour pour demander aux trolls de l'AKP sur Twitter de tweeter en faveur du parti sur les réseaux sociaux, sont publiés. Encore une fois, sur la base d'enregistrements sonores publiés au cours de cette période, il est révélé qu'avec son frère Bilal Erdoğan, elle transfère de l'argent de leurs maisons à différents endroits sur les instructions de leur père, rencontre Mustafa Latif Topbaş au sujet des villas construites sur le site archéologique à Urla, et poursuit des affaires.
Il est affirmé que Sümeyye Bayraktar a conclu un accord avec une entreprise pour supprimer les informations publiées sur Internet au sujet de sa vie privée dans le passé. OdaTV rapporte plus tard qu'ils ont été contactés par une entreprise, qui prétend être chargée de s'occuper de « la réputation de Sümeyye Erdoğan sur les services en ligne » et leur demande de supprimer un article qu'ils ont publié à son sujet deux ans plus tôt,.